# Paul Due

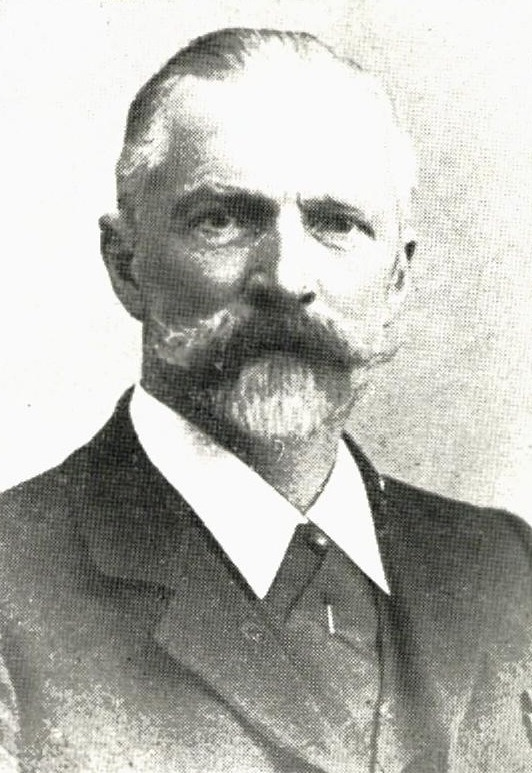
Paul Due

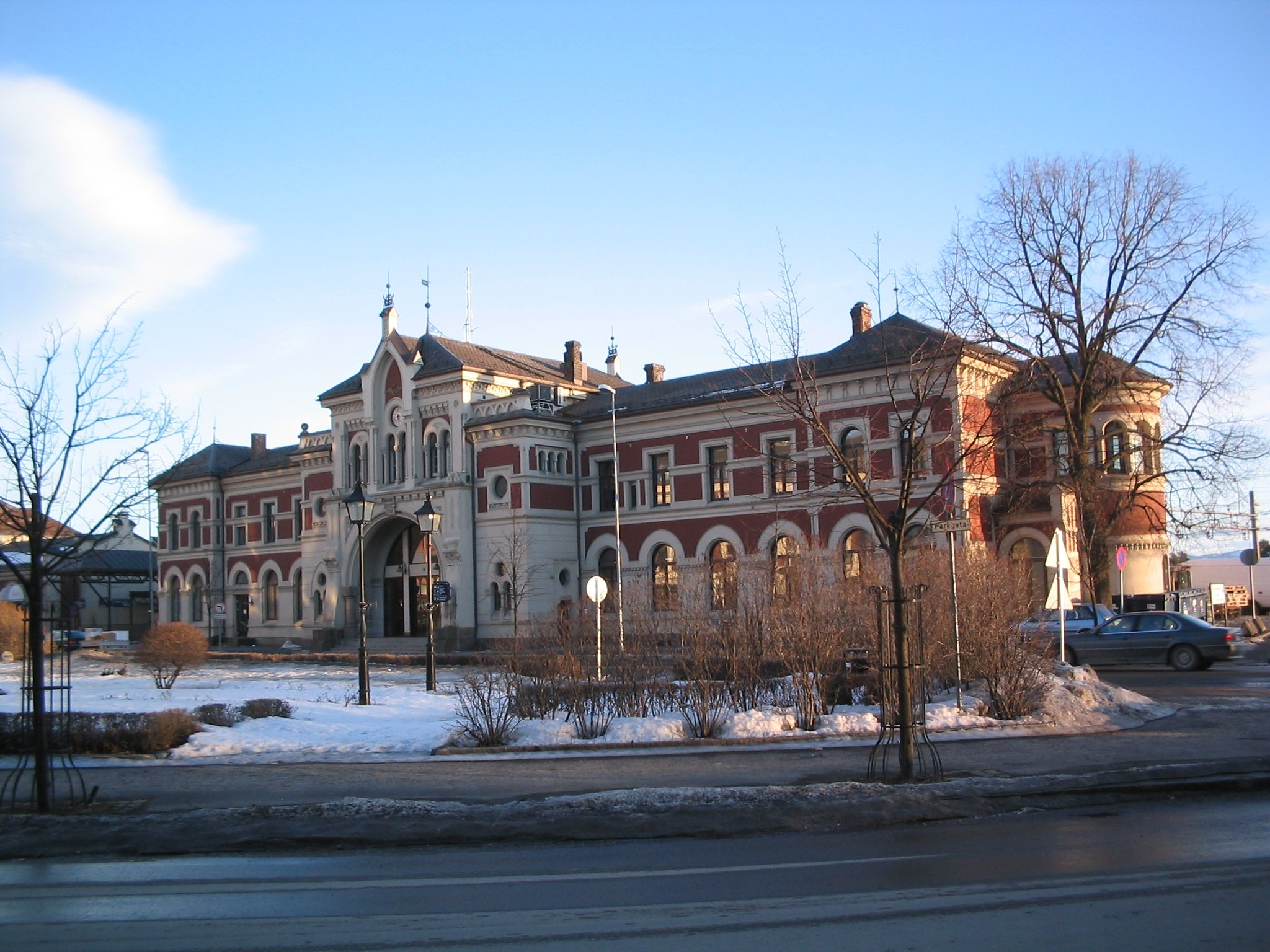
Bahnhofsgebäude Hamar von 1896, eines der bekanntesten Werke von Due

Paul Due (* 13. August 1835 in Kristiansand; † 26. Februar 1919 in Christiania) war ein norwegischer Architekt und gilt als Vertreter der Hannoverschen Schule (hannoverskolen), ebenso wie Bernhard Christoph Steckmest, mit dem er von 1870 bis 1890 zusammenarbeitete.
Due studierte von 1852 bis 1856 Ingenieurwissenschaften in Hannover. Die ersten Jahre nach seinem Abschluss arbeitete er für verschiedene Auftraggeber in den Vereinigten Staaten. Unter anderem entwarf er  während des amerikanischen Sezessionskriegs Befestigungsanlagen in den Südstaaten.
1865 kam er nach Norwegen zurück. Dort entwarf er nach dem großen Stadtbrand 1866 23 Gebäude in Drammen.
Im Jahr 1870 begann die Zusammenarbeit mit Steckmest in der Bürogemeinschaft Due & Steckmest. Steckmests Aufgabe war die Ausführung der Planzeichnungen, während Due die administrative Verantwortung hatte und die Ausführung der Gebäude überwachte. Während dieser Zeit entstand eine Reihe von berühmten Gebäuden in Christiania.
Nach der Zusammenarbeit mit Steckmest war Due von 1891 bis 1910 Eisenbahnarchitekt bei den Norges Statsbaner. Dort entwarf er mehr als 2000 Gebäude im Zusammenhang mit der Entwicklung des norwegischen Bahnnetzes, wobei aber ein Teil dieser Gebäude seinem Sohn Paul Armin Due zugeschrieben werden muss, der vor allem zwischen 1900 und 1910 auf dem gleichen Gebiet tätig war. Es entstanden die typischen Bahnhofsgebäude im Schweizer Stil, im Jugendstil und im chinesischen Stil. Diese Gebäude waren hauptsächlich an Solørbanen, Gudbrandsdalsbanen, Setesdalsbanen, Brevikbanen, Ofotbanen und Gjøvikbanen zu finden. Eines seiner berühmtesten Bauwerke aus dieser Zeit ist das Bahnhofsgebäude in Hamar aus dem Jahr 1896.
Während er Eisenbahnarchitekt war, hat er auch einige andere herausragende Gebäude entworfen, wie die aus Ziegelsteinen errichtete Vålerenga skole mit Lehrerwohnung und Turnhalle aus den Jahren 1891 bis 1895. Gezeichnet hat er zudem 1891 das in das Kulturhaus Festiviteten i Skien integrierte und bis 2010 betriebene Teater Ibsen in Skien.

## Auswahl von Arbeiten von Due & Steckmest

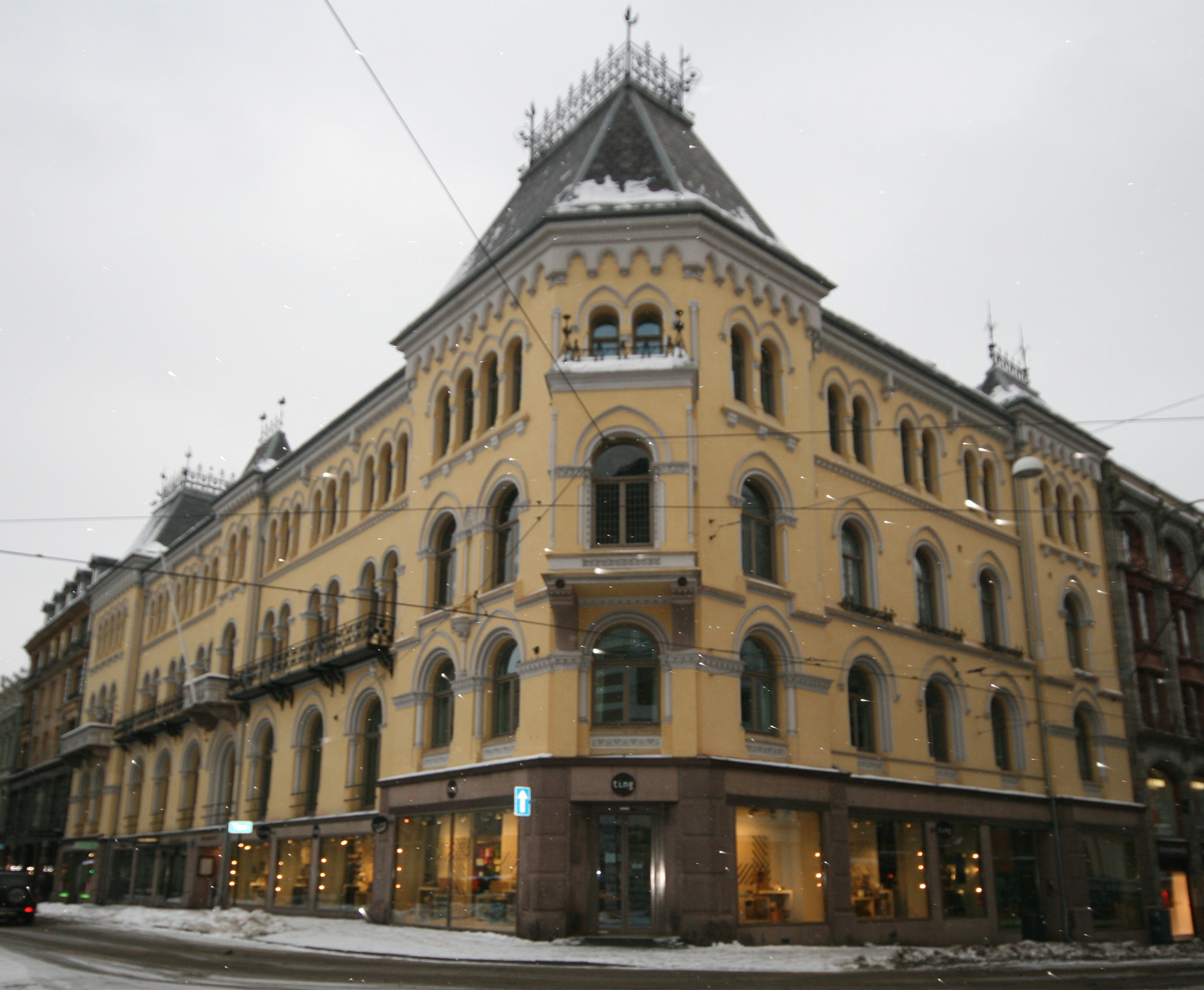
Athenæum in Oslo

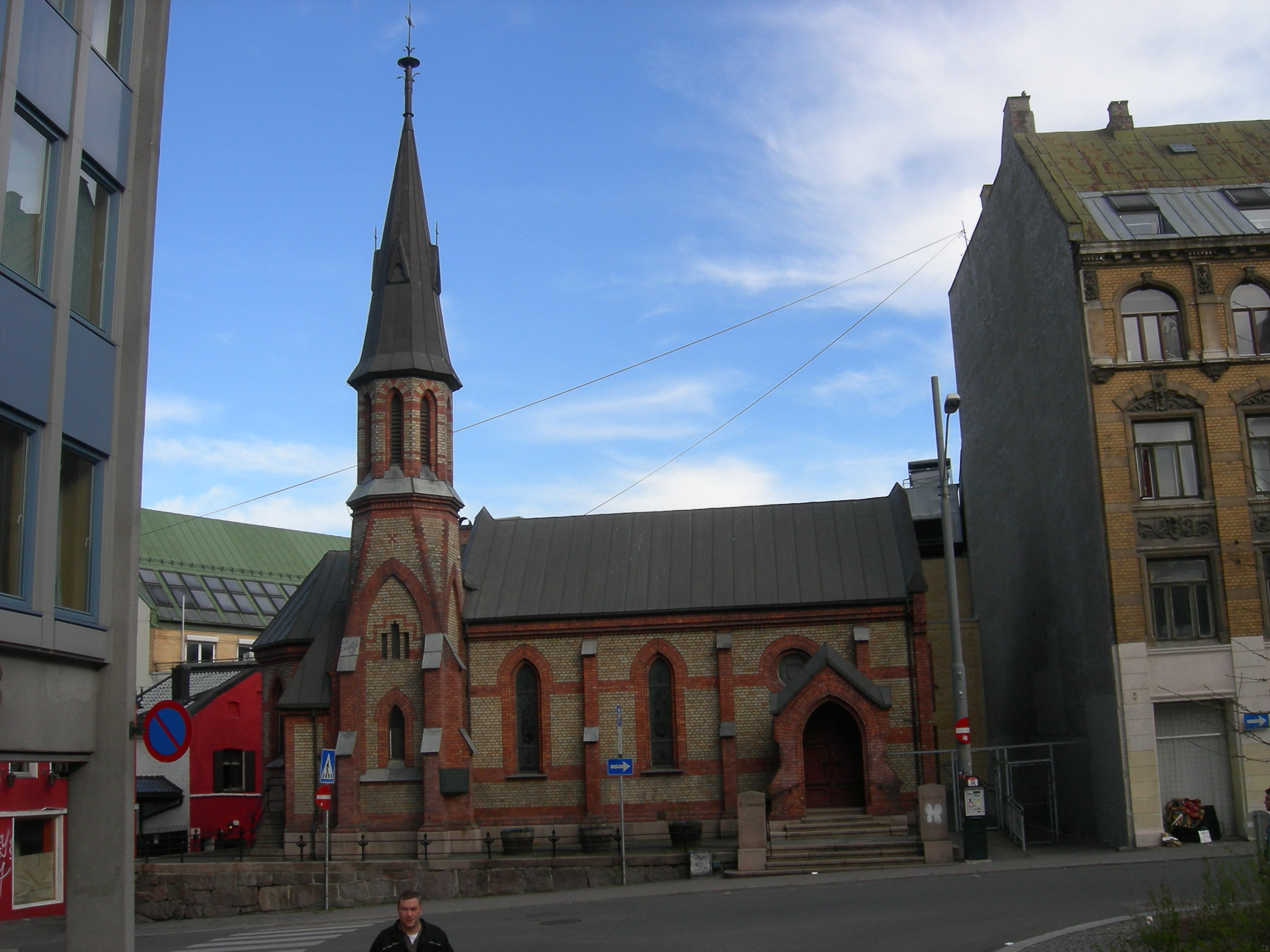
St. Edmunds-Kirche

- 1872–1873 und 1884–1885 – Athenæum in der Akersgata 18 in Oslo
- 1872 – Parkveien 43 in Oslo
- 1873 – Warenhaus Steen & Strøm in der Kongens gate 23 in Oslo, 1929 abgebrannt und 1930 von Architekt Ole Sverre neu errichtet 1930
- 1873–1875 – Villa Lykkeberg im Lykkebergparken in Fredrikstad
- 1873 – Mietshäuser in der Inkognitogate 16 in Oslo
- 1875 – Onsumslottet (Onsumschloss) in der St. Halvards gate 33 in Oslo, 1905 abgebrochen
- 1875 – Dues eigene Villa in der Inkognitogate 14 in Oslo
- 1877 – Parkveien 41a in Oslo
- 1880–1881 – Wohnanlage am Sehesteds plass in Oslo
- 1881 – Uranienborg terrasse 11 in Oslo
- 1883 – St. Edmunds-Kirche in der Møllergate 30 in Oslo
- 1885 – Uranienborgslottet (Uranienborgschloss), Uranienborg terrasse 2 und die damit zusammenhängenden Gebäude Nr. 4 und 6
- 1885–1889 – Wohnanlage Det engelske kvarter (englisches Quartier) am Solli plass in Oslo, 1965 abgebrochen
- 1887 – Ringnesslottet, Colletts gate 43 in Oslo
- 1889 – Uranienborg terrasse 9 in Oslo
- 1891 – Festiviteten i Skien (Kulturhaus) in Skien
- 1896 – Bahnhof Hamar